# Armoiries de la Moldavie
Les armoiries de la Moldavie constituent l'emblème officiel héraldique de la république de Moldavie.

## Histoire
La version actuelle, adoptée le 3 novembre 1990, est proposée par Gheorghe Vrabie en s’inspirant des armoiries créées en 1917 par Paul Gore (en) pour l’éphémère République démocratique moldave.

## Description

### L'écu
Sur un champ de gueules et d'azur figurent les meubles traditionnels de la principauté de Moldavie (1359-1856) : une tête d'aurochs avec entre ses cornes un soleil (et non une étoile comme dans maintes versions erronées, mais très répandues), à sa gauche une rose à cinq pétales d'or, et à sa droite, un croissant de lune.

### Le support
L'écu est posé sur une aigle marron au bec et aux pattes de gueules ; elle tient dans son bec une croix et dans ses pattes, un rameau d'olivier de sinople (symbolisant la paix) et un sceptre d'or (symbolisant la souveraineté). Les armoiries de la Moldavie figurent au centre du drapeau de la Moldavie.

## Autres armoiries actuelles et anciennes

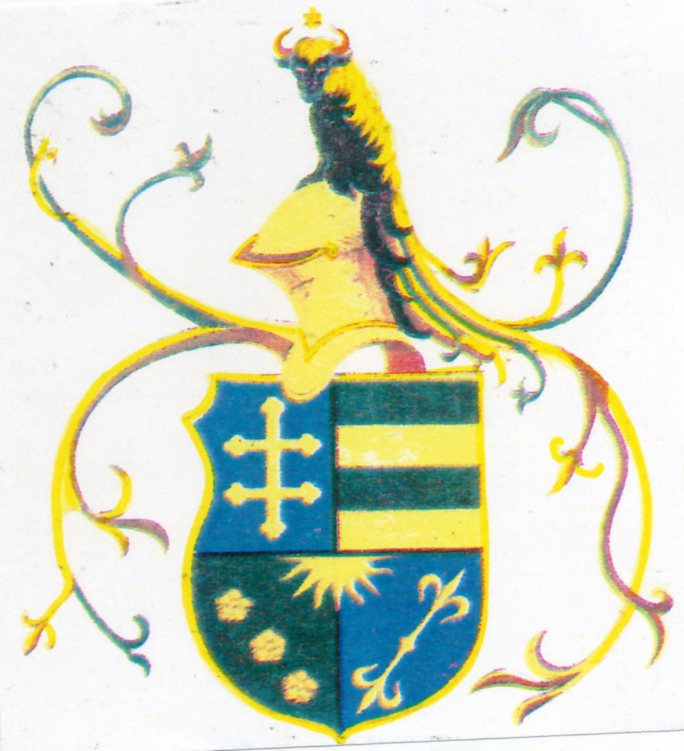
Armoiries voïvodales, dans l'armorial Wijnbergen
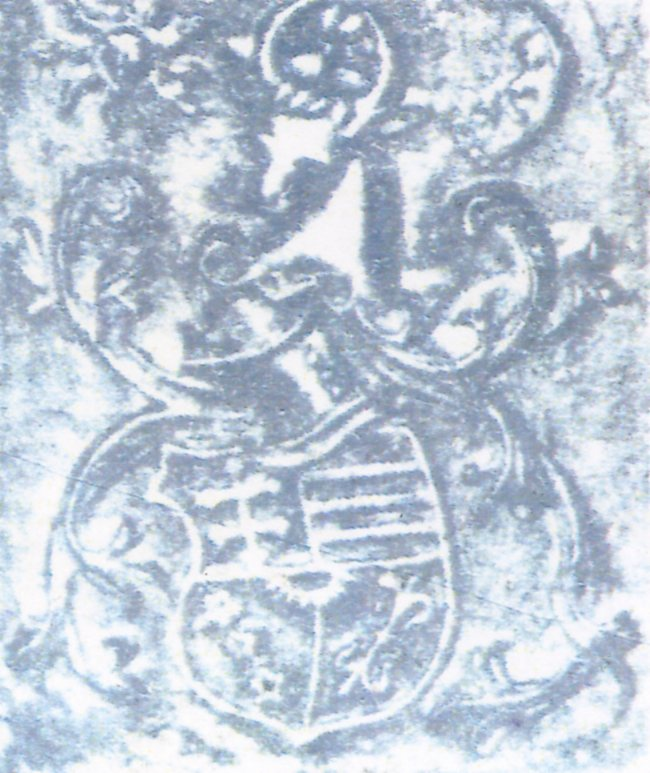
Armoiries voïvodales sur la cloche de Suceava
Sceau de Pierre II, 1387
Armoiries avec le sceau d'Étienne III de Moldavie, 1500
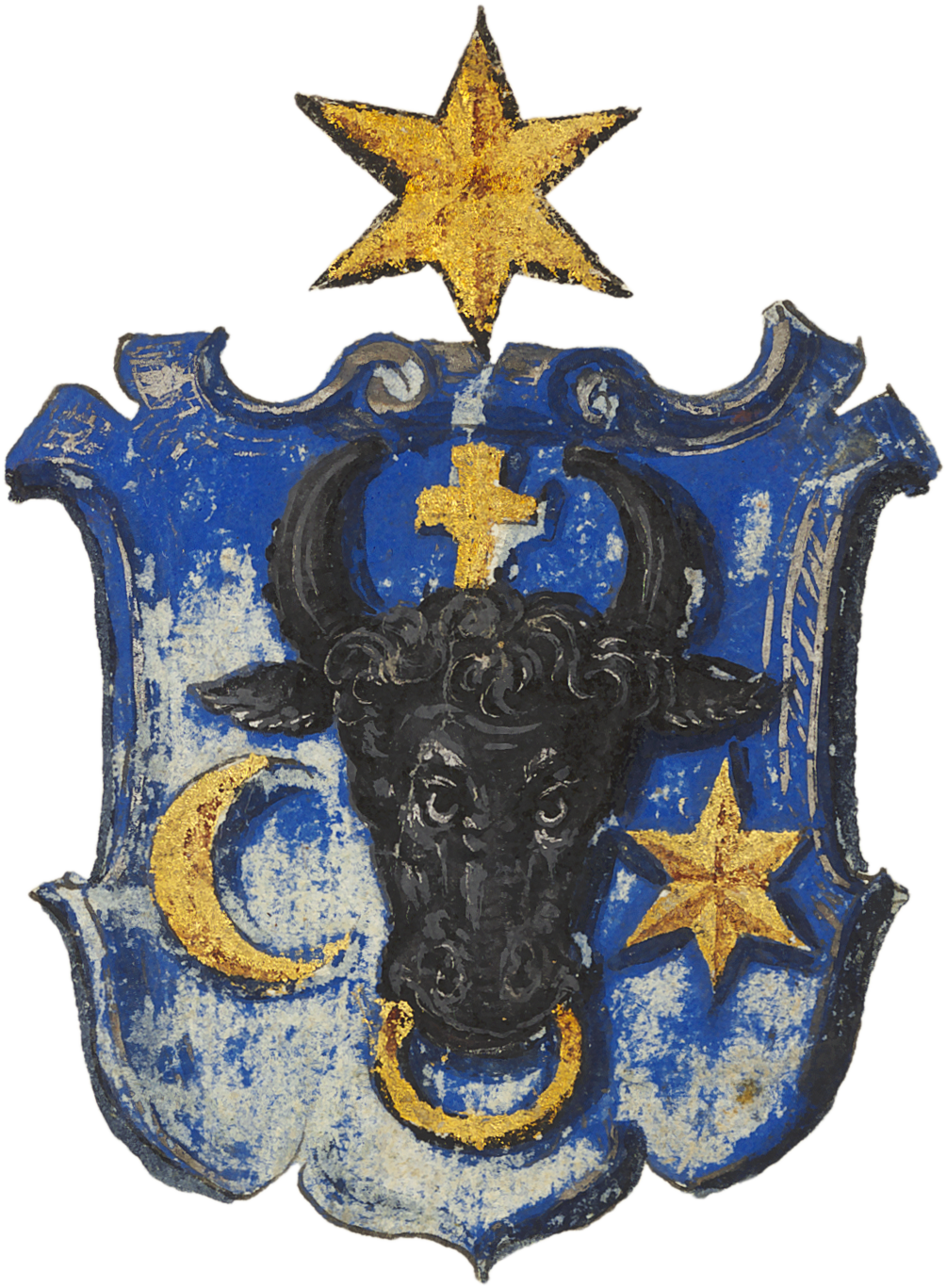
Armoiries de Ioan Ier Despot-Vodă, 1561
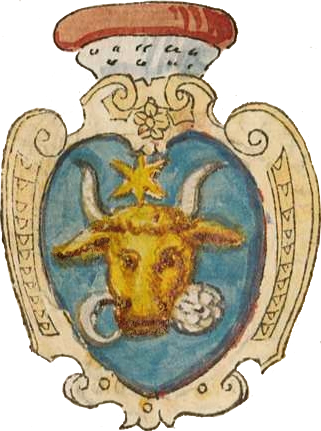
Armoiries de la principauté, 1586
Écu d'armes de la Moldavie, 1646
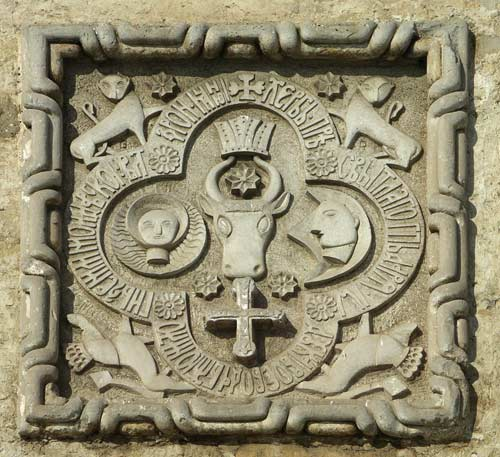
Armoiries de la Moldavie, au monastère de Cetăţuia
Armoiries du Gouvernement de Bessarabie, 1878
Armoiries de la République démocratique moldave, 1917
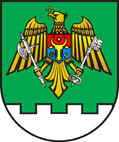
Écusson des douaniers
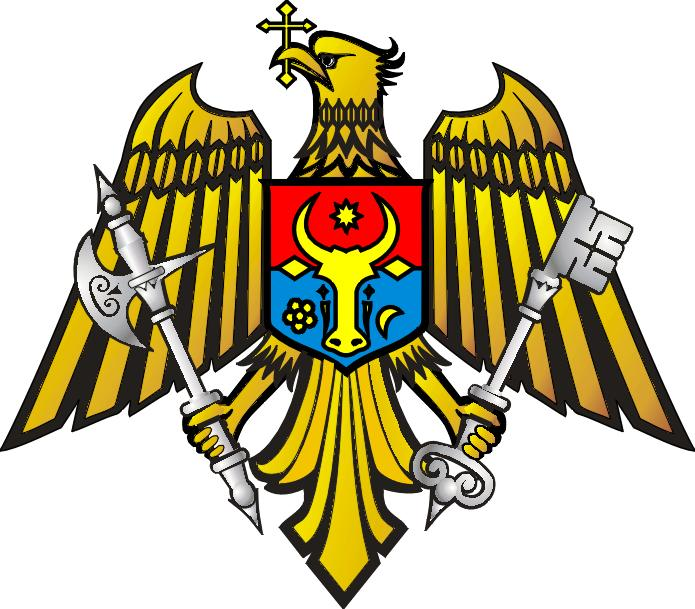
Écusson des garde-frontières
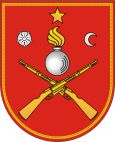
Écusson de la gendarmerie
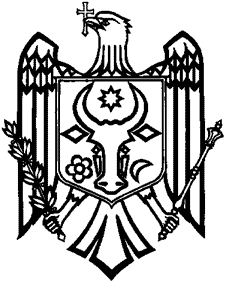
Armoiries monochromes de la république de Moldavie

### Sceaux du gouvernement

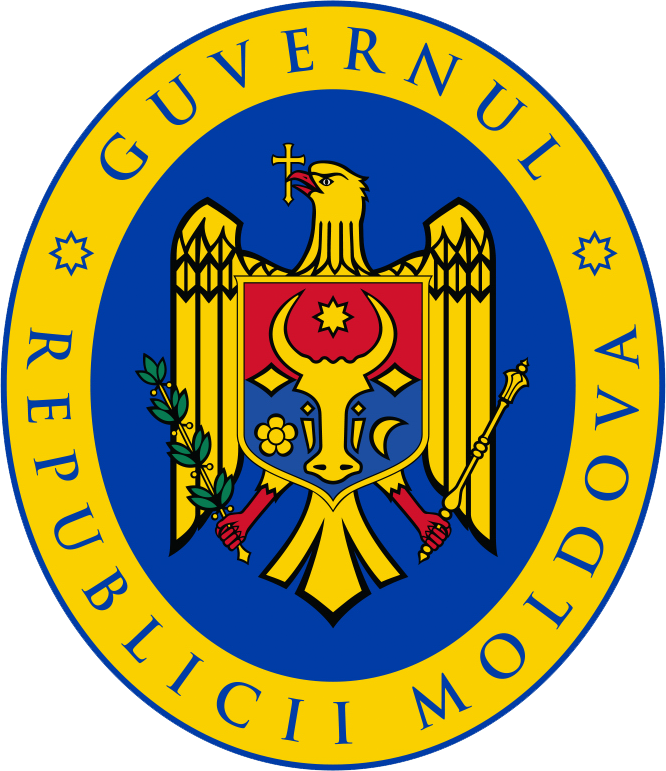
Sceau du gouvernement de Moldavie (couleurs)
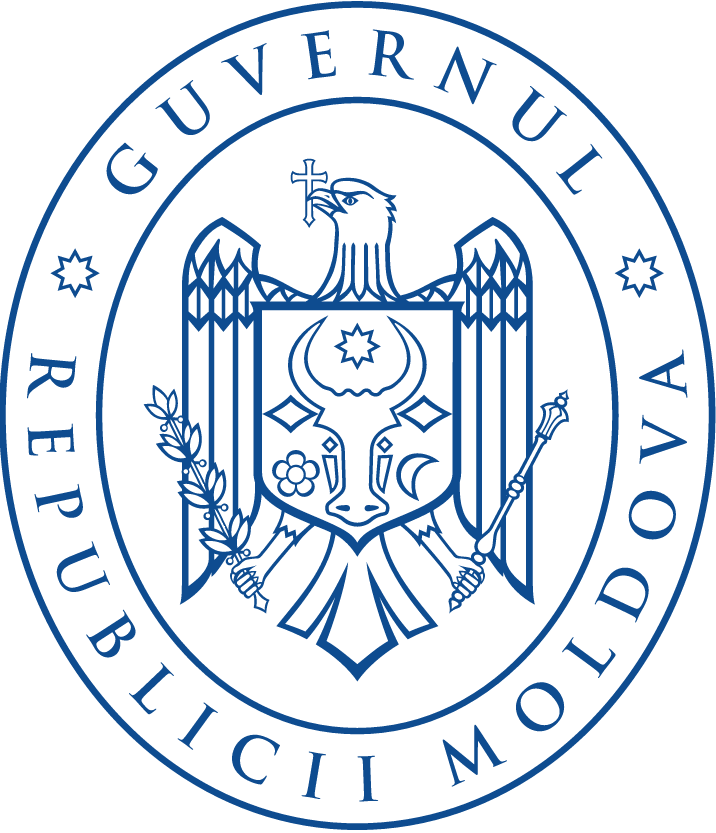
Sceau du gouvernement de Moldavie (sans couleurs)